# 황석근
황석근(黃石根, 1960년 9월 3일 ~ )은 대한민국의 전 축구 선수 및 축구 감독이다. 1980년 AFC 아시안컵에 출전한 대한민국 축구 국가대표팀 출신이다.

## 선수 경력

### 클럽팀 경력
황석근은 1983시즌을 앞두고 유공 코끼리에 입단했다.
1984시즌을 앞두고 한일은행 축구단으로 이적했다.

### 국가대표팀 경력
1979년 FIFA 세계 청소년 축구 선수권 대회에 참여하는 대한민국 U-20 축구 국가대표팀 명단에 포함되었다.
1980년 AFC 아시안컵에 참여했으며 이 대회에서 조별리그 3경기와 4강전, 결승전을 뛰었다.